# Casa Capitular Dune
Casa Capitular Dune es el sexto libro en la saga de Dune de Frank Herbert, y el último escrito antes de su muerte en 1986. Los hechos descritos en este tomo, así como la saga, se ven finalizados en los dos libros escritos por el hijo del autor original: Cazadores de Dune y Gusanos de arena de Dune.

## Sinopsis
El planeta Dune, o Arrakis, ha sido destruido por las Honoradas Matres. Las Bene Gesserit, presionadas pero resistiendo, se han reagrupado en la Casa Capitular. Este planeta es el más importante y sede de la Hermandad Bene Gesserit. Aquí, con el único gusano de arena rescatado antes de la hecatombe en Arrakis, planean convertir a este plácido mundo de huertos y fincas en un desierto, para que Casa Capitular sea el nuevo planeta Dune.

## Referencia bibliográfica
- Frank Herbert, Casa Capitular Dune. Ediciones Debolsillo: Barcelona, 2003. ISBN 978-84-9759-770-8

- Datos: Q282814